# 還劍奇情錄
《還劍奇情錄》，梁羽生於1959年至1960年其間發表的武俠小說，為《萍蹤俠影錄》前傳。該小說曾改編成同名電影。

## 出版
1959年到1960年，在香港《商報》連載。最後定本共14回。

## 重要人物
- 陳玄機：雲舞陽與陳雪梅之子。
- 雲素素：雲舞陽與牟寶珠之女，陳玄機之妹。
- 上官天野：武當派新任掌門人，牟一粟之徒，後拜畢淩風為師。
- 雲舞陽：天下第一劍客，曾是張士誠最親近的侍衛，「龍虎鳳」三傑中的「鳳」。

## 故事簡介
少年俠士陳玄機（即《萍蹤俠影錄》的玄機逸士，張丹楓的師祖）奉命刺殺隱姓埋名的劍客雲舞陽，其間被武當派新任掌門上官天野失手所傷，性命垂危，幸得雲舞陽女兒雲素素所救。
陳玄機在昏睡中睡醒，只覺四周環境與家中類似，連菜肴也是那麼家常熟悉，又意外見到外祖父的家傳寶劍——昆吾寶劍。他心中不禁問：此為何地？該劍何來？
雲素素竟是雲舞陽之女，陳、雲兩人又漸生情愫，陳玄機這個刺客遂陷入為難之境。上官天野奉師傅牟一粟之遺命，到雲家追討達摩劍譜及欲拜見師姑牟寶珠，同時也要救回被自己所傷的陳玄機。上官天野不敵雲舞陽，更被囚禁於雲舞陽靜室中。原來雲舞陽於靜室中畫有達摩劍譜劍法，意在令上官天野從中學藝，間接交還劍譜。
雲舞陽曾為張士誠效命，前同僚石天鐸前來求索「長江秋月圖」，內裏有當年張士誠寶藏秘密。石天鐸及雲夫人原為青梅竹馬伴侶。雲舞陽妒火中燒，又為攀登武功第一之名，故打死石天鐸，令雲夫人傷心欲絕。雲夫人為雲舞陽續弦，一向不滿丈夫冷淡，石天鐸又身死，雲夫人遂拂袖離家。
此時，武當五老前來索取達摩劍譜，為雲舞陽所退。上官天野得玉面殘丐畢凌風告知武當長老算計自己陰謀，心灰意冷，改拜畢凌風為師。畢凌風為遵守以前對澹台一羽承諾，亦為達新收徒兒上官天野之願，亦到雲家追回達摩劍譜。經過劇鬥，雲舞陽與畢凌風兩敗俱傷。劍譜亦為雲舞陽所毀。
錦衣衛頭領羅金峰此時亦率部下到雲家會見雲舞陽，欲招攬雲舞陽，意圖一網打盡張士誠遺部，斬草除根。及見陳玄機，欲加逮捕，以拷問有關張士誠後裔張宗周內情。因女兒傾心陳玄機，雲舞陽與雲夫人聯手退敵，救了陳玄機，唯兩人亦身受重傷，性命危在旦夕。
本書名為《還劍奇情錄》，還劍者，實是雲舞陽交還昆吾寶劍與前妻陳雪梅；奇情者，乃為雲舞陽與前妻陳雪梅、後妻牟寶珠糾纏不清的戀情。
奇情內容，亦可說是劍客雲舞陽協助張士誠與朱元璋爭奪江山，兵敗逃亡，為求自保及欲成為天下第一劍客，將已懷孕的妻子陳雪梅推落長江，並將妻子的家傳寶劍昆吾據為己有。雲舞陽為求劍術更上一層樓，續娶牟獨逸之女牟寶珠為妻，以騙取牟家秘笈「達摩劍譜」。惟其前妻實尚在人世，陳玄機與雲素素的關係竟然是……。

## 小說目錄
- 第一回 劍影歌聲（舊版：劍影歌聲豪俠淚）
- 第二回 輕憐蜜愛（舊版：輕憐蜜愛女兒情）
- 第三回 荒山劍氣（舊版：荒山劍氣驚良夜）
- 第四回 深院梅花（舊版：深院梅花寂寞春）
- 第五回 龍爭虎鬥（舊版：龍爭虎鬥真何苦）
- 第六回 鳳泊鴛飄（舊版：鳳泊鸞飄各自傷）
- 第七回 五老興師（舊版：五老興師來問罪）
- 第八回 雙雄運掌（舊版：雙雄運掌見奇功）
- 第九回 血酬知己（舊版：拚將熱血酬知己）
- 第十回 情付杳漠（舊版：忍把衷情付杳溟）
- 第十一回 癡男怨女（舊版：痴男怨女情難解）
- 第十二回 伏虎降龍（舊版：伏虎降龍願未酬）
- 第十三回 重重冤孽（舊版：重重冤孽隨流水）
- 第十四回 寸寸劫灰（舊版：寸寸傷心付劫灰）

## 參看
- 武俠小說